# Hamid Hassy
Hamid Hassy es un combatiente de las fuerzas antigadafistas, coronel en el Ejército de Liberación Nacional Libio y comandante de campo en la Guerra de Libia de 2011. Tomó parte en la Batalla entre Brega y Ajdabiya, la Cuarta Batalla de Brega y la Batalla de Sirte.